# Протонна губка

Протонна губка (англ. proton sponge) — хімічна сполука типу пері-біс(діалкіламіно)-нафталену, яка відзначається аномально високою основністю (pKа 12 — 16 у воді)
порівняно з іншими аренамінами. Цей ефект пояснюють високим ступенем sp2-гібридизації аміногрупи в їх структурах завдяки алкільним замісникам, тобто вираженим р-характером вільної електронної пари нітрогену, й слабкою її кон'югацією з ароматичним ядром, що зумовлює високу основність, а розташування двох діалкіламіногруп у пері-положенні забезпечує виникнення міцного Н-зв‘язку.